# Rīgas Autobusu Fabrika
Rīgas Autobusu Fabrika (o por sus Siglas: RAF) (traducido al Español: Fabrica de Autobuses de Riga) era un fabricante de Autobuses y Furgonetas Letona con base en Riga
Tenían una fábrica en Jelgava que fabricaba furgonetas y minibuses bajo la marca Latvija, desapareció en 1998.

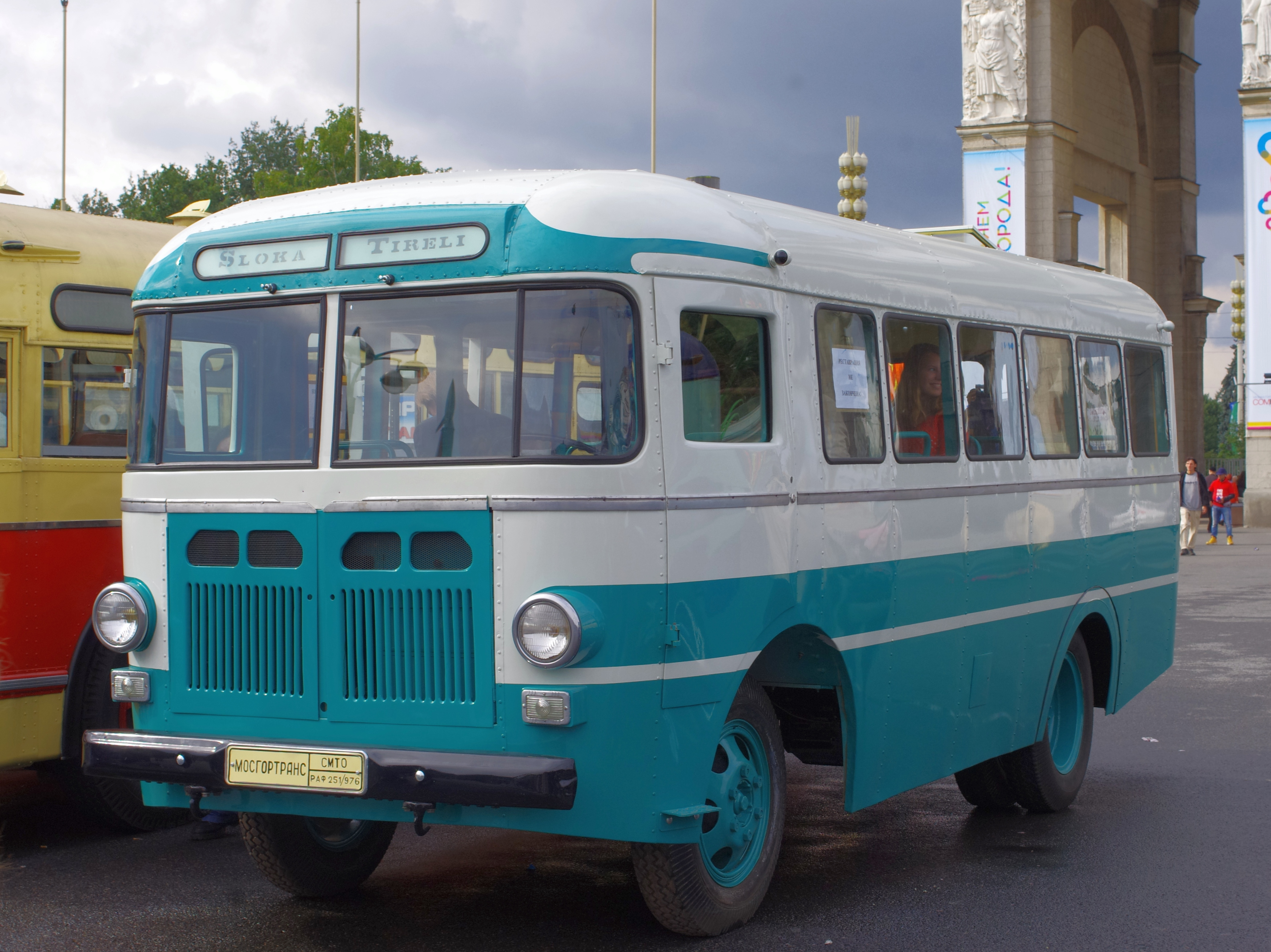
Autobús RAF-251 en Moscú

## Historia
Durante el período soviético, la RAF y la Uliánovski Avtomóbilny Zavod eran los únicos productores de Furgonetas y Minibuses en la Unión Soviética. Las camionetas y minibuses de la RAF fueron utilizados solo por empresas estatales, la mayoría de las veces como Ambulancias y para el Transporte público. Los particulares no pueden poseerlos, con la única excepción de las familias con al menos cinco hijos.
En 1949, la fábrica comenzó a producir carrocerías para camionetas en el sitio de la Fábrica de Reparación de Automóviles No.2 de Riga (comúnmente conocida como RARZ). En 1955, pasó a llamarse Fábrica Experimental de Autobuses de Riga (Letón: Rīgas eksperimentālā autobusu fabrika Ruso: Рижский Опытный Автобусный Завод), y los productos comenzaron a abreviarse como RAF se convertiría en el principal productor de minibuses en la URSS.
El primer producto de la RAF fue el RAF-251, un autobús local de 22 asientos, basado en el chasis GAZ-51 (que también construyó la RAF), con carrocería de madera y metal. También había una versión de pasajeros y carga (Kombi), el 251T, con una carga útil de 14 pasajeros y 800 kg (1800 lb) de carga.

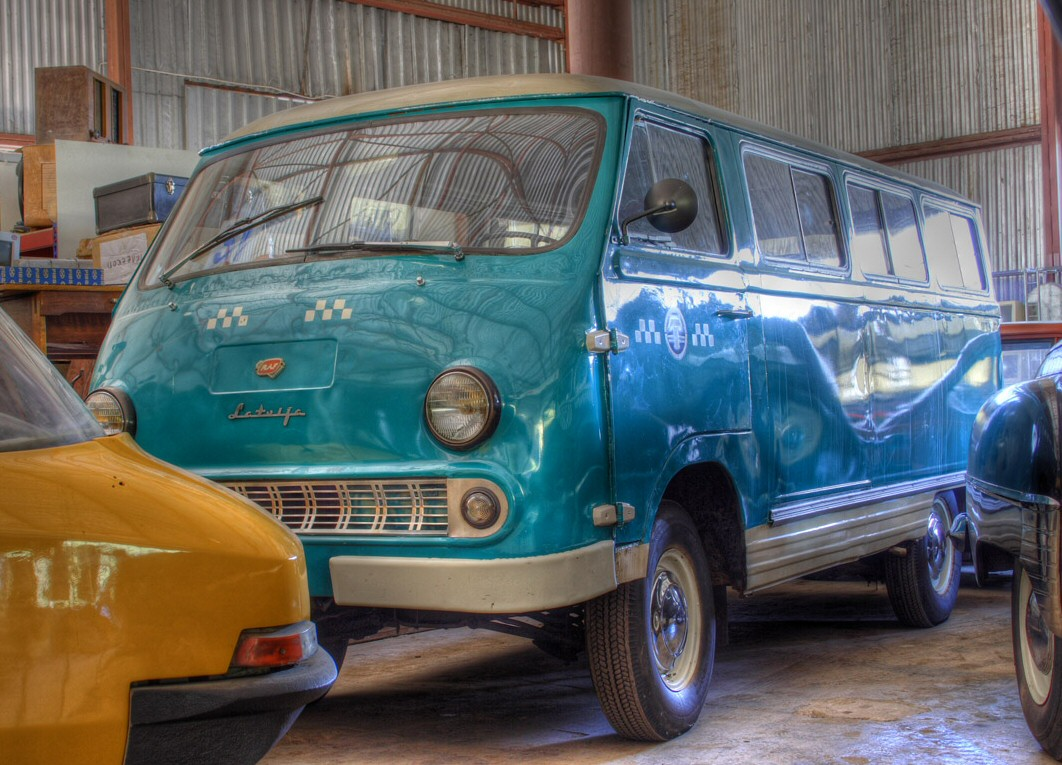
Minibus RAF-977

A partir de 1958, la fábrica comenzó a producir minibuses RAF-977, basados en motor GAZ-21 Volga (entre los asientos delanteros, parecido al Dodge A100 se podía acceder al motor a través de una escotilla interior), transmisión, ejes y dirección. Se planeó producir versiones del vehículo para pasajeros ("taxis de ruta" para aeropuertos y equipos deportivos), carga, correo y ambulancia, para reemplazar los familiares modificados que estaban en uso. Inspirándose en el VW Tipo 2 tenía un motor de 2,445cc (149,2 pulgadas cúbicas) montado en la parte delantera y refrigerado por agua (basado en el Volga, con una relación de compresión más baja) y diez asientos. Debutó en 1957, y se construyeron diez para exhibirse en el Festival de la Juventud de Moscú de ese año, lo que llevó a un Festival de nombre propuesto. El primer lote se produjo en 1959, bajo el nuevo nombre RAF 977. Obtuvo 13 L/100 km (18 mpg-US 22 mpg-imp) y podía alcanzar las 62 mph (100 km/h), la mayoría de ellos hechos a mano.
En 1965, la RAF propuso dos prototipos, con la esperanza de persuadir al Minavtoprom para financiar una nueva fábrica, una versión convencional comparable a la Ford Transit (llamada RAF 962-I), o una versión de control avanzado, similar a la Renault Estafette (apodado el 962-II). La gerencia de la RAF, en un movimiento poco común para una empresa soviética, creó dos equipos en competencia para diseñar individualmente una nueva camioneta. Se seleccionó el 962-I convencional, que parecía menos probable que proporcionara el dinero para una instalación completamente nueva entonces, la RAF trató de persuadir al comité de selección para que adoptara el 962-II más radical, y lo hizo.

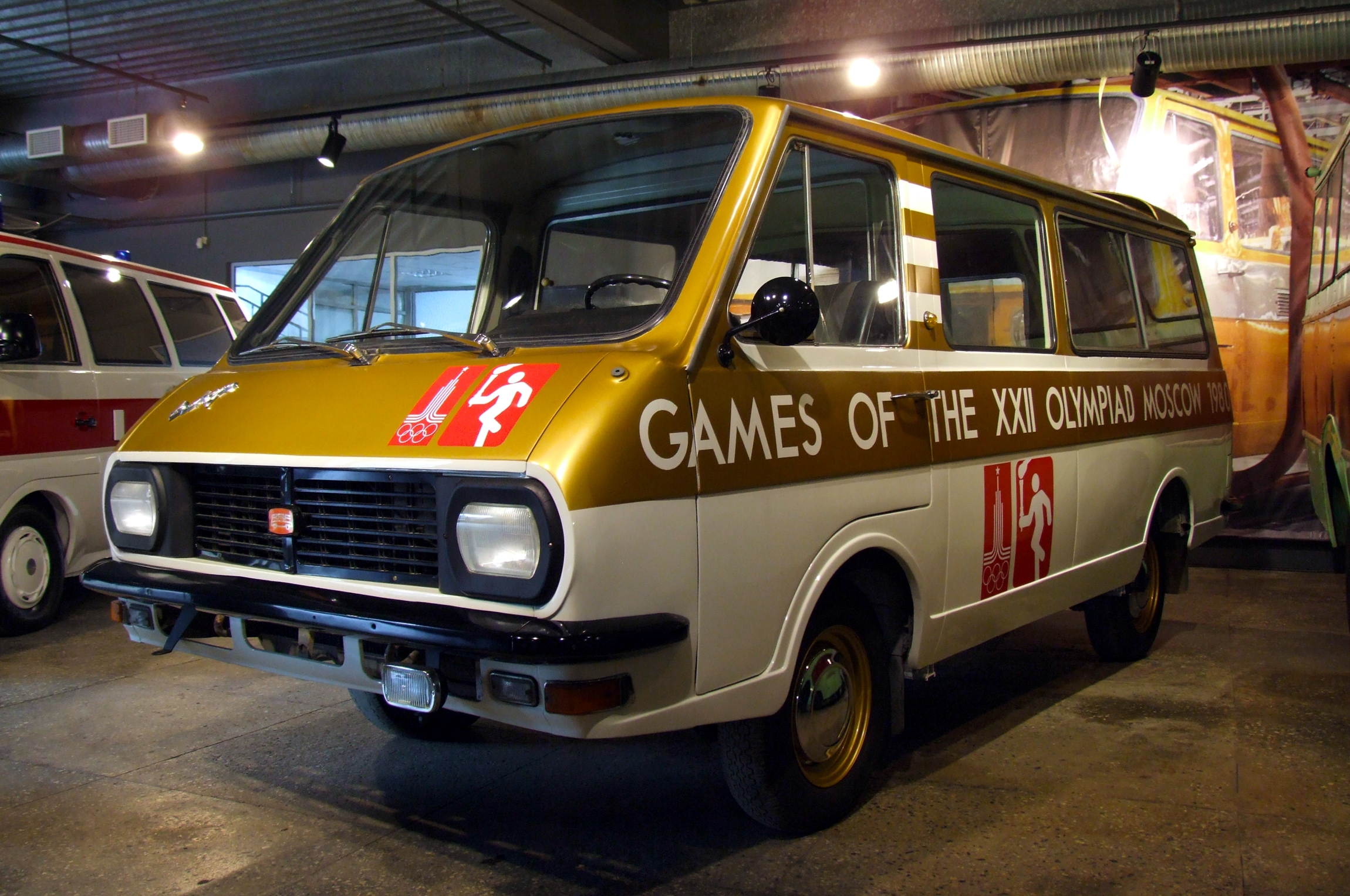
RAF-2907 (edición especial de los Juegos Olímpicos de 1980 en Moscú)

Una variante de una tonelada se basó en un chasis 977D modernizado. Sin embargo, el tamaño de la fábrica no era lo suficientemente grande como para poner este modelo en producción en masa y, por lo tanto, se trasladó a ErAZ (Ereván, Armenia).

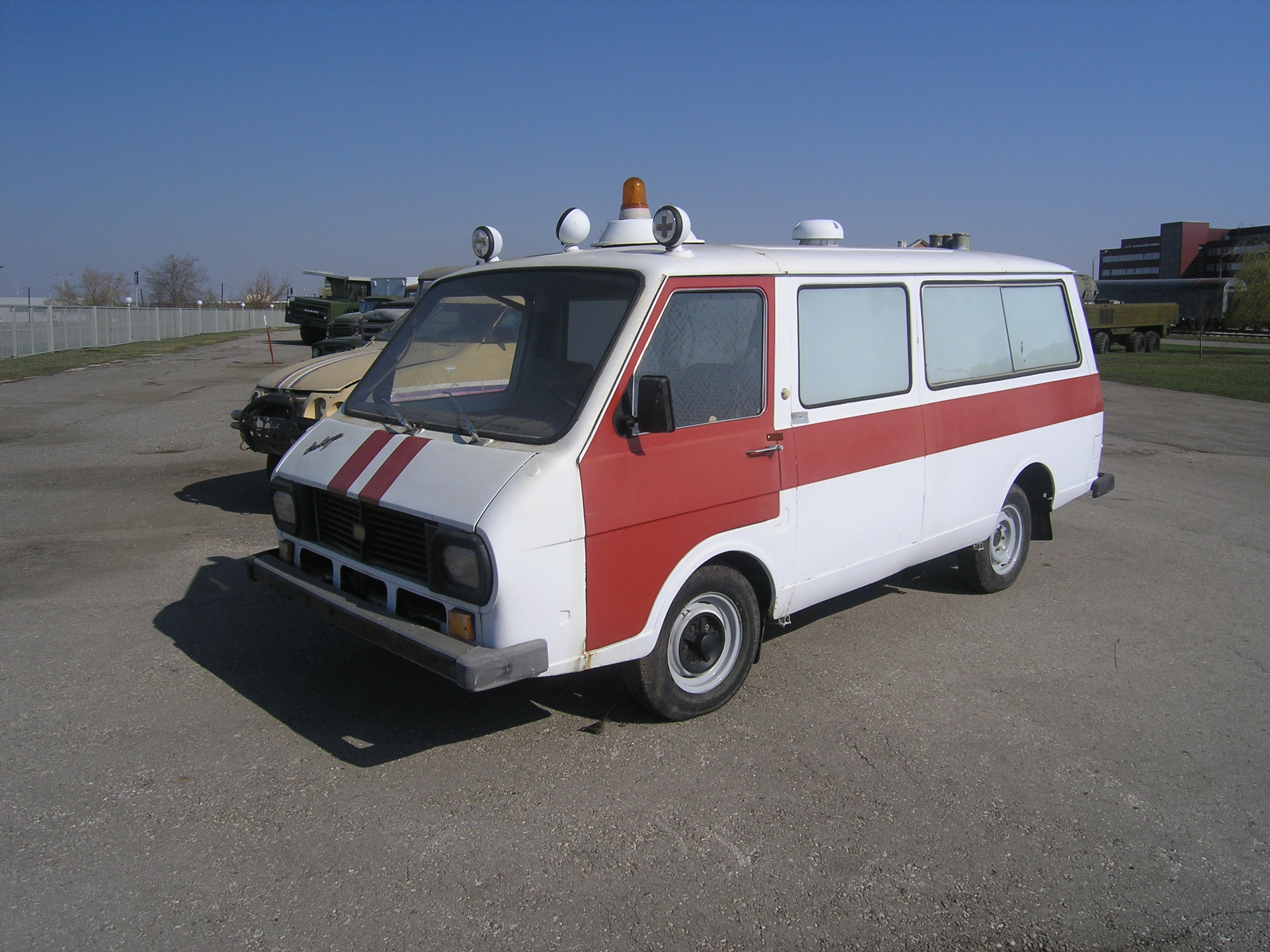
RAF-22031-01 versión Ambulancia

La construcción de una nueva fábrica en Jelgava (para construir el nuevo 962-II, ahora conocido como RAF-2203 Latvia) se inició el 25 de julio de 1969 y finalizó en febrero de 1976. Estaba diseñada para producir 17.000 vehículos por año. La fábrica produjo varias versiones del RAF-2203.
A principios de la década de 1990, el RAF-2203 estaba completamente desactualizado y la fábrica se dispuso a diseñar un nuevo modelo. El plan original era construir un nuevo vehículo de la RAF que se llamaría Roksana, diseñado con la ayuda de la consultora británica IMD. El modelo se exhibió con éxito en varios salones de automóviles, pero nunca pasó de ser un prototipo. Lo mismo sucedió con el microbús Style de tracción delantera.
Tras el colapso de la URSS, las nuevas fronteras rompieron las cadenas de suministro y la producción cayó drásticamente. Llegó una propuesta de inversión de la empresa rusa GAZ pero fue rechazada por el gobierno letón que consideró que el capital ruso era una amenaza para la independencia de Letonia. Aunque algunos inversores de Asia occidental y oriental también mostraron su interés en RAF, todos ellos consideraron esta inversión demasiado arriesgada como el mercado local era demasiado pequeño para soportar una gran producción y el mercado ruso estaba prácticamente cerrado debido a la complicada relación política entre Rusia y la recién independizada Letonia.
En 1997, se lanzó el último lote de RAF-22039 de 13 asientos. El último automóvil producido por el gigante moribundo fue el RAF-3311, un coche fúnebre.
En 1998, la RAF quebró. La única parte de la empresa que sobrevivió fue RAF-Avia, una aerolínea chárter creada con los cuatro aviones propiedad de la planta. El sitio de fabricación de 120,000 M² (1,300,000 pies cuadrados), completo con maquinaria, es propiedad de JSC Balitva. Consideraron venderlo a un fabricante de automóviles occidental, pero resultó poco realista a partir de 2002, el taller de ensamblaje todavía estaba en orden y existían todos los documentos de diseño, por lo que la producción podría comenzar nuevamente si fuera necesario. ErAZ expresó interés, pero probablemente solo por los diseños.
En 2018 surgieron rumores de que RAF revivió cuando "Rigas Autobusu Fabrika RAF" se registró en una base de datos de empresas letonas. Se cree que mostrarán su primer modelo nuevo en 2019 y comenzarán la producción en 2020. También se cree que RAF ahora se centrará en vehículos eléctricos como Furgonetas y Trolebuses.
- Datos: Q81243
- Multimedia: RAF vehicles (Rīgas Autobusu Fabrika) / Q81243